# Gérard Hausser
Gérard Hausser (18 de març de 1939) és un exfutbolista francès.

## Selecció de França
Va formar part de l'equip francès a la Copa del Món de 1966.